# Calamodontophis ronaldoi
Espèce
Statut de conservation UICN

 EN B1+2c : En danger
Calamodontophis ronaldoi est une espèce de serpents de la famille des Dipsadidae.

## Répartition
Cette espèce est endémique du Paraná au Brésil.

## Étymologie
Cette espèce est nommée en l'honneur de Ronaldo Fernandes.

## Publication originale
- Franco, De Carvalho Cintra & De Lema, 2006 : A new species of Calamodontophis Amaral, 1963 (Serpentes, Colubridae, Xenodontinae) from southern Brazil. South American Journal of Herpetology, vol. 1, no 3, p. 218-226.